# 8e étape du Tour de France 2023
Pour un article plus général, voir Tour de France 2023.

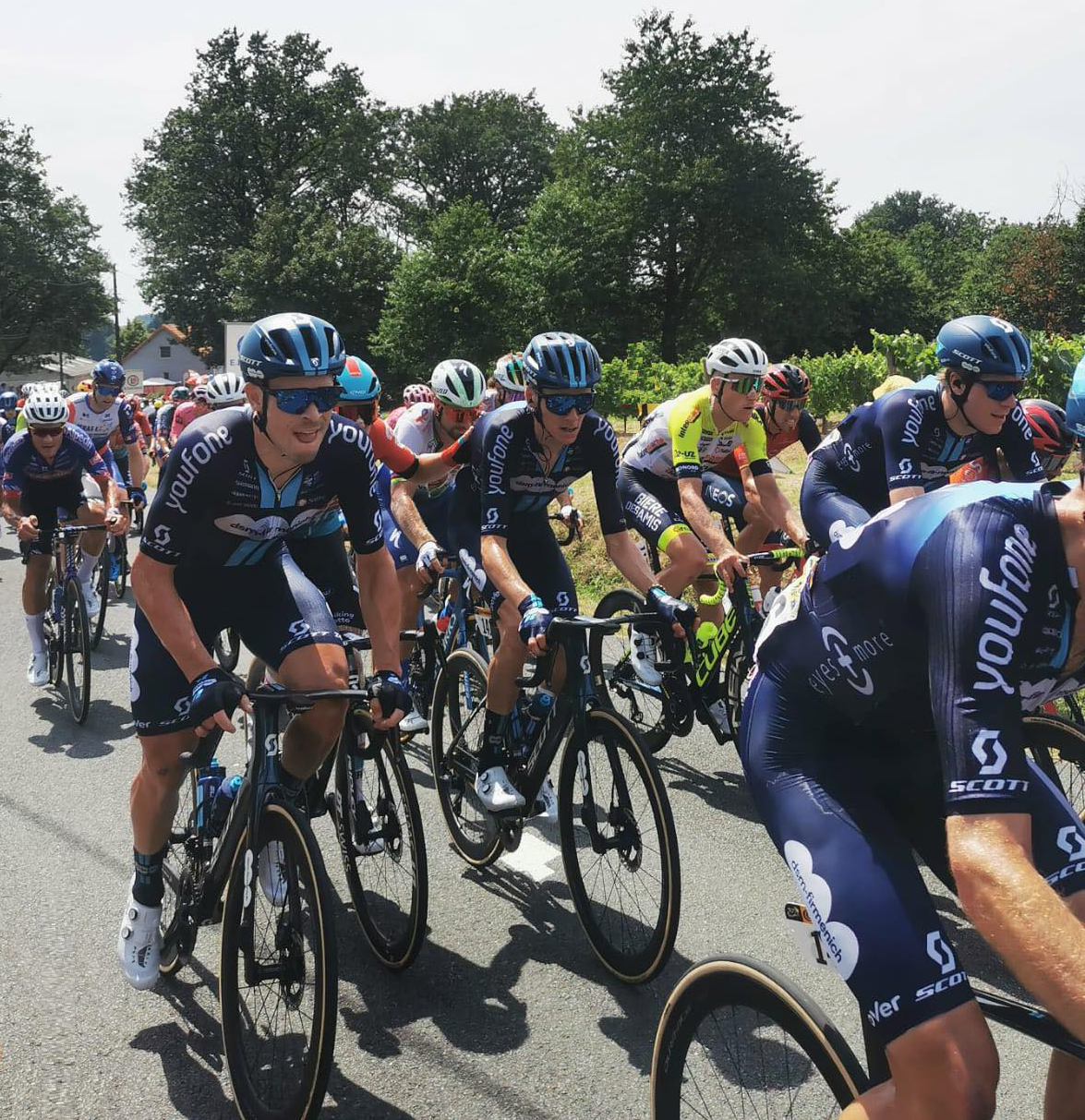
Le peloton dans la côte de Champs-Romain.

La 8e étape du Tour de France 2023 se déroule le samedi 8 juillet 2023 entre Libourne (Gironde) et Limoges (Haute-Vienne), sur une distance de 200,7 kilomètres.

## Parcours
De Libourne à Limoges, cette étape, s'orientant vers le nord-est à travers la Gironde, la Dordogne puis la Haute-Vienne, est la seconde étape la plus longue de cette 110e édition. Dans les cent premiers kilomètres, le parcours remonte les vallées de l'Isle et de la Dronne, jusqu'à Saint-Pardoux-la-Rivière (km 123), au pied de la première difficulté répertoriée, la côte de Champs-Romain (3e catégorie, km 130,4, 2,8 km à 5,2 %). Le sprint intermédiaire est placé en aval, à Tocane-Saint-Apre (km 79). Les soixante-dix derniers kilomètres présentent un parcours vallonné jusqu'à l'arrivée à Limoges, à travers le parc naturel régional Périgord-Limousin. Dans le final, deux nouvelles ascensions répertoriées font leur apparition : la côte de Masmont (4e catégorie, km 184,7, 1,3 km à 4,5 %) et la côte de Condat-sur-Vienne (4e catégorie, km 191,4, 1,2 km à 5,4 %). L'arrivée à Limoges est jugée au sommet de l'avenue des Bénédictins (800 m à 4 %) sur la place Jourdan.

## Déroulement de la course
Le départ réel est retardé pour permettre au Français Laurent Pichon (Arkéa-Samsic), victime d'une crevaison, de revenir dans le peloton. Parmi les 172 coureurs qui ont pris le départ, nombreux sont ceux qui présentent de l'intérêt pour la formation d'une échappée. À la sortie des Peintures (km 20,8), trois coureurs prennent le large, le Belge Tim Declercq (Soudal Quick-Step) et les deux Français Anthony Delaplace (Arkéa-Samsic) et Anthony Turgis (TotalEnergies). Situé à Tocane-Saint-Apre (km 79), le sprint intermédiaire est remporté par Anthony Delaplace devant Anthony Turgis ; dans le peloton, le maillot vert belge Jasper Philipsen (Soudal Quick-Step) devance le Belge Jordi Meeus (Bora-Hansgrohe), avec cinq minutes et quatre secondes de retard sur les  coureurs de tête. Le groupe maillot vert, formé pour se jouer les points du sprint intermédiaire, persiste quelques kilomètres à l'avant du peloton, mais tout rentre dans l'ordre après la prise en main de la Jumbo-Visma.
Au sommet de la côte de Champs-Romain (3e catégorie, km 130,4, 2,8 km à 5,2 %), Anthony Turgis passe en tête de l'échappée, avec deux minutes et cinquante-huit secondes d'avance sur le peloton. Peu avant le passage du peloton à La Chapelle Verlaine (km 136), le Britannique Mark Cavendish (Astana Qazaqstan), codétenteur du record de victoires d'étapes remportées sur le Tour de France avec le quintuple vainqueur du Tour de France Eddy Merckx, chute. Blessé à l'épaule, il est contraint à l'abandon. A la traversée de la Petite Garde (km 161,5), le Danois Kasper Asgreen (Soudal Quick-Step) s'extirpe du peloton ; s'il ne revient pas sur l'échappée, il reste intercalé entre les deux groupes, puis il est repris à Champagnac (km 179,2), à 21 km du terme de l'étape. Dans la côte de Masmont (4e catégorie, km 184,7, 1,3 km à 4,5 %), Anthony Turgis distance ses compagnons d'échappée ; il passe en tête seul, avec vingt-sept secondes d'avance sur les deux coureurs lâchés, Anthony Delaplace et Tim Declercq, et quarante-trois secondes sur le peloton. Si le coureur d'Arkéa-Samsic est immédiatement repris par le peloton, le coureur de Soudal Quick-Step résiste jusqu'au pied de la dernière ascension, la côte de Condat-sur-Vienne (4e catégorie, km 191,4, 1,2 km à 5,4 %). Au sommet, Anthony Turgis ne compte plus que huit secondes d'avance sur le peloton.
Le coureur de tête cesse de résister au retour du peloton, à 8,2 kilomètres de Limoges. À 6 kilomètres de l'arrivée, une chute causée par un spectateur imprudent se produit dont le Britannique Simon Yates (Jayco AlUla), l'Espagnol Mikel Landa (Bahrain Victorious) sont victimes et vont perdre de précieuses secondes ; le Belge Steff Cras (TotalEnergies) treizième au classement général, également pris dans la chute, doit abandonner. Regroupé, le peloton prépare le sprint final. Le Danois Mads Pedersen (Lidl-Trek) s'impose en force au sommet de l'avenue des Bénédictins (800 m à 4 %) devant les Belges Jasper Philipsen et Wout van Aert (Jumbo-Visma).
Au niveau des différents classements : le Danois Jonas Vingegaard (Jumbo-Visma) conserve son maillot jaune, comme le Slovène Tadej Pogačar (UAE Emirates) avec le maillot blanc, comme Jasper Philipsen avec le maillot vert et comme l'Américain Neilson Powless (EF Education-EasyPost) avec le maillot à pois. L'équipe Jumbo-Visma reste en tête du classement par équipes. Anthony Turgis est récompensé du prix de la combativité pour avoir été le dernier coureur de l'échappée repris par le peloton.

## Résultats
Cette section présente les résultats et prix obtenus au cours de l'étape.

### Classement de l'étape
| Classement de la 8e étape | Classement de la 8e étape | Classement de la 8e étape | Classement de la 8e étape | Classement de la 8e étape |
|                           | Coureur                   | Pays                      | Équipe                    | Temps                     |
| ------------------------- | ------------------------- | ------------------------- | ------------------------- | ------------------------- |
| 1er                       | Mads Pedersen             | Danemark                  | Lidl-Trek                 | en 4 h 12 min 26 s        |
| 2e                        | Jasper Philipsen          | Belgique                  | Alpecin-Deceuninck        | + 0 s                     |
| 3e                        | Wout van Aert             | Belgique                  | Jumbo-Visma               | + 0 s                     |
| 4e                        | Dylan Groenewegen         | Pays-Bas                  | Team Jayco AlUla          | + 0 s                     |
| 5e                        | Nils Eekhoff              | Pays-Bas                  | Team DSM-Firmenich        | + 0 s                     |
| 6e                        | Bryan Coquard             | France                    | Cofidis                   | + 0 s                     |
| 7e                        | Jasper De Buyst           | Belgique                  | Lotto Dstny               | + 0 s                     |
| 8e                        | Rasmus Tiller             | Norvège                   | Uno-X Pro Cycling Team    | + 0 s                     |
| 9e                        | Corbin Strong             | Nouvelle-Zélande          | Israel-Premier Tech       | + 0 s                     |
| 10e                       | Tadej Pogačar             | Slovénie                  | UAE Team Emirates         | + 0 s                     |
| modifier                  |                           |                           |                           |                           |

### Bonifications en temps
|   | Coureur          | Pays     | Équipe             | Secondes |
| - | ---------------- | -------- | ------------------ | -------- |
| 1 | Mads Pedersen    | Danemark | Lidl-Trek          | 10 s     |
| 2 | Jasper Philipsen | Belgique | Alpecin-Deceuninck | 6 s      |
| 3 | Wout van Aert    | Belgique | Jumbo-Visma        | 4 s      |

### Points attribués
| Sprint intermédiaire Tocane-Saint-Apre (km 79) | Sprint intermédiaire Tocane-Saint-Apre (km 79) | Sprint intermédiaire Tocane-Saint-Apre (km 79) | Sprint intermédiaire Tocane-Saint-Apre (km 79) | Sprint intermédiaire Tocane-Saint-Apre (km 79) |
| ---------------------------------------------- | ---------------------------------------------- | ---------------------------------------------- | ---------------------------------------------- | ---------------------------------------------- |
|                                                | Coureur                                        | Pays                                           | Équipe                                         | Point(s)                                       |
| 1er                                            | Anthony Delaplace                              | France                                         | Arkéa-Samsic                                   | 20                                             |
| 2e                                             | Anthony Turgis                                 | France                                         | TotalEnergies                                  | 17                                             |
| 3e                                             | Tim Declercq                                   | Belgique                                       | Soudal Quick-Step                              | 15                                             |
| 4e                                             | Jasper Philipsen                               | Belgique                                       | Alpecin-Deceuninck                             | 13                                             |
| 5e                                             | Jordi Meeus                                    | Belgique                                       | Bora-Hansgrohe                                 | 11                                             |
| 6e                                             | Danny van Poppel                               | Pays-Bas                                       | Bora-Hansgrohe                                 | 10                                             |
| 7e                                             | Mark Cavendish                                 | Royaume-Uni                                    | Astana Qazaqstan Team                          | 9                                              |
| 8e                                             | Bryan Coquard                                  | France                                         | Cofidis                                        | 8                                              |
| 9e                                             | Corbin Strong                                  | Nouvelle-Zélande                               | Israel-Premier Tech                            | 7                                              |
| 10e                                            | Biniam Girmay                                  | Érythrée                                       | Intermarché-Circus-Wanty                       | 6                                              |
| 11e                                            | Jonas Abrahamsen                               | Norvège                                        | Uno-X Pro Cycling Team                         | 5                                              |
| 12e                                            | Jonas Rickaert                                 | Belgique                                       | Alpecin-Deceuninck                             | 4                                              |
| 13e                                            | Cees Bol                                       | Pays-Bas                                       | Astana Qazaqstan Team                          | 3                                              |
| 14e                                            | Mathieu van der Poel                           | Pays-Bas                                       | Alpecin-Deceuninck                             | 2                                              |
| 15e                                            | Alexey Lutsenko                                | Kazakhstan                                     | Astana Qazaqstan Team                          | 1                                              |
| modifier                                       |                                                |                                                |                                                |                                                |

| Arrivée d'étape Limoges (km 200,7) | Arrivée d'étape Limoges (km 200,7) | Arrivée d'étape Limoges (km 200,7) | Arrivée d'étape Limoges (km 200,7) | Arrivée d'étape Limoges (km 200,7) |
| ---------------------------------- | ---------------------------------- | ---------------------------------- | ---------------------------------- | ---------------------------------- |
|                                    | Coureur                            | Pays                               | Équipe                             | Point(s)                           |
| 1er                                | Mads Pedersen                      | Danemark                           | Lidl-Trek                          | 50                                 |
| 2e                                 | Jasper Philipsen                   | Belgique                           | Alpecin-Deceuninck                 | 30                                 |
| 3e                                 | Wout van Aert                      | Belgique                           | Jumbo-Visma                        | 20                                 |
| 4e                                 | Dylan Groenewegen                  | Pays-Bas                           | Team Jayco AlUla                   | 18                                 |
| 5e                                 | Nils Eekhoff                       | Pays-Bas                           | Team DSM-Firmenich                 | 16                                 |
| 6e                                 | Bryan Coquard                      | France                             | Cofidis                            | 14                                 |
| 7e                                 | Jasper De Buyst                    | Belgique                           | Lotto Dstny                        | 12                                 |
| 8e                                 | Rasmus Tiller                      | Norvège                            | Uno-X Pro Cycling Team             | 10                                 |
| 9e                                 | Corbin Strong                      | Nouvelle-Zélande                   | Israel-Premier Tech                | 8                                  |
| 10e                                | Tadej Pogačar                      | Slovénie                           | UAE Team Emirates                  | 7                                  |
| 11e                                | Matîs Louvel                       | France                             | Arkéa-Samsic                       | 6                                  |
| 12e                                | Alex Aranburu                      | Espagne                            | Movistar Team                      | 5                                  |
| 13e                                | Fred Wright                        | Royaume-Uni                        | Bahrain Victorious                 | 4                                  |
| 14e                                | Cees Bol                           | Pays-Bas                           | Astana Qazaqstan Team              | 3                                  |
| 15e                                | Romain Bardet                      | France                             | Team DSM-Firmenich                 | 2                                  |
| modifier                           |                                    |                                    |                                    |                                    |

### Cols et côtes
| Côte de Champs-Romain (km 130,4) 3e catégorie (2,8 km à 5,2 %) | Côte de Champs-Romain (km 130,4) 3e catégorie (2,8 km à 5,2 %) | Côte de Champs-Romain (km 130,4) 3e catégorie (2,8 km à 5,2 %) | Côte de Champs-Romain (km 130,4) 3e catégorie (2,8 km à 5,2 %) | Côte de Champs-Romain (km 130,4) 3e catégorie (2,8 km à 5,2 %) |
| -------------------------------------------------------------- | -------------------------------------------------------------- | -------------------------------------------------------------- | -------------------------------------------------------------- | -------------------------------------------------------------- |
|                                                                | Coureur                                                        | Pays                                                           | Équipe                                                         | Point(s)                                                       |
| 1er                                                            | Anthony Turgis                                                 | France                                                         | TotalEnergies                                                  | 2                                                              |
| 2e                                                             | Tim Declercq                                                   | Belgique                                                       | Soudal Quick-Step                                              | 1                                                              |
| modifier                                                       |                                                                |                                                                |                                                                |                                                                |

| Côte de Masmont (km 184,7) 4e catégorie (1,3 km à 5,5 %) | Côte de Masmont (km 184,7) 4e catégorie (1,3 km à 5,5 %) | Côte de Masmont (km 184,7) 4e catégorie (1,3 km à 5,5 %) | Côte de Masmont (km 184,7) 4e catégorie (1,3 km à 5,5 %) | Côte de Masmont (km 184,7) 4e catégorie (1,3 km à 5,5 %) |
| -------------------------------------------------------- | -------------------------------------------------------- | -------------------------------------------------------- | -------------------------------------------------------- | -------------------------------------------------------- |
|                                                          | Coureur                                                  | Pays                                                     | Équipe                                                   | Point(s)                                                 |
| 1er                                                      | Anthony Turgis                                           | France                                                   | TotalEnergies                                            | 1                                                        |
| modifier                                                 |                                                          |                                                          |                                                          |                                                          |

| \| Côte de Condat-sur-Vienne (km 191,4) 4e catégorie (1,2 km à 5,4 %) \| Côte de Condat-sur-Vienne (km 191,4) 4e catégorie (1,2 km à 5,4 %) \| Côte de Condat-sur-Vienne (km 191,4) 4e catégorie (1,2 km à 5,4 %) \| Côte de Condat-sur-Vienne (km 191,4) 4e catégorie (1,2 km à 5,4 %) \| Côte de Condat-sur-Vienne (km 191,4) 4e catégorie (1,2 km à 5,4 %) \| \| ------------------------------------------------------------------ \| ------------------------------------------------------------------ \| ------------------------------------------------------------------ \| ------------------------------------------------------------------ \| ------------------------------------------------------------------ \| \| \| Coureur \| Pays \| Équipe \| Point(s) \| \| 1er \| Anthony Turgis \| France \| TotalEnergies \| 1 \| \| modifier \| \| \| \| \| |                |        |               |          |
| Côte de Condat-sur-Vienne (km 191,4) 4e catégorie (1,2 km à 5,4 %) |                |        |               |          |
| | Coureur        | Pays   | Équipe        | Point(s) |
| 1er | Anthony Turgis | France | TotalEnergies | 1        |
| modifier |                |        |               |          |

### Prix de la combativité
- Anthony Turgis (TotalEnergies)

## Classements à l'issue de l'étape
Cette section présente le classement général et les différents classements annexes à l'issue de l'étape.

### Classement général
| Classement général | Classement général | Classement général | Classement général | Classement général |
|                    | Coureur            | Pays               | Équipe             | Temps              |
| ------------------ | ------------------ | ------------------ | ------------------ | ------------------ |
| 1er                | Jonas Vingegaard   | Danemark           | Jumbo-Visma        | en 34 h 9 min 38 s |
| 2e                 | Tadej Pogačar      | Slovénie           | UAE Team Emirates  | + 25 s             |
| 3e                 | Jai Hindley        | Australie          | Bora-Hansgrohe     | + 1 min 34 s       |
| 4e                 | Carlos Rodríguez   | Espagne            | Ineos Grenadiers   | + 3 min 30 s       |
| 5e                 | Adam Yates         | Royaume-Uni        | UAE Team Emirates  | + 3 min 40 s       |
| 6e                 | Simon Yates        | Royaume-Uni        | Team Jayco AlUla   | + 4 min 1 s        |
| 7e                 | David Gaudu        | France             | Groupama-FDJ       | + 4 min 3 s        |
| 8e                 | Romain Bardet      | France             | Team DSM-Firmenich | + 4 min 43 s       |
| 9e                 | Tom Pidcock        | Royaume-Uni        | Ineos Grenadiers   | + 4 min 43 s       |
| 10e                | Sepp Kuss          | États-Unis         | Jumbo-Visma        | + 5 min 28 s       |
| modifier           |                    |                    |                    |                    |

| Classement par points | Classement par points | Classement par points | Classement par points    | Classement par points |
| --------------------- | --------------------- | --------------------- | ------------------------ | --------------------- |
|                       | Coureur               | Pays                  | Équipe                   | Point(s)              |
| 1er                   | Jasper Philipsen      | Belgique              | Alpecin-Deceuninck       | 258 points            |
| 2e                    | Bryan Coquard         | France                | Cofidis                  | 149 pts               |
| 3e                    | Mads Pedersen         | Danemark              | Lidl-Trek                | 143 pts               |
| 4e                    | Wout van Aert         | Belgique              | Jumbo-Visma              | 112 pts               |
| 5e                    | Tadej Pogačar         | Slovénie              | UAE Team Emirates        | 81 pts                |
| 6e                    | Victor Lafay          | France                | Cofidis                  | 80 pts                |
| 7e                    | Jordi Meeus           | Belgique              | Bora-Hansgrohe           | 80 pts                |
| 8e                    | Biniam Girmay         | Érythrée              | Intermarché-Circus-Wanty | 77 pts                |
| 9e                    | Caleb Ewan            | Australie             | Lotto Dstny              | 73 pts                |
| 10e                   | Dylan Groenewegen     | Pays-Bas              | Team Jayco AlUla         | 62 pts                |
| modifier              |                       |                       |                          |                       |

| Classement du meilleur grimpeur | Classement du meilleur grimpeur | Classement du meilleur grimpeur | Classement du meilleur grimpeur | Classement du meilleur grimpeur |
| ------------------------------- | ------------------------------- | ------------------------------- | ------------------------------- | ------------------------------- |
|                                 | Coureur                         | Pays                            | Équipe                          | Point(s)                        |
| 1er                             | Neilson Powless                 | États-Unis                      | EF Education-EasyPost           | 36 points                       |
| 2e                              | Felix Gall                      | Autriche                        | AG2R Citroën Team               | 28 pts                          |
| 3e                              | Tobias Halland Johannessen      | Norvège                         | Uno-X Pro Cycling Team          | 26 pts                          |
| 4e                              | Ruben Guerreiro                 | Portugal                        | Movistar Team                   | 22 pts                          |
| 5e                              | Tadej Pogačar                   | Slovénie                        | UAE Team Emirates               | 19 pts                          |
| 6e                              | Jai Hindley                     | Australie                       | EF Education-EasyPost           | 19 pts                          |
| 7e                              | Giulio Ciccone                  | Italie                          | Lidl-Trek                       | 19 pts                          |
| 8e                              | Jonas Vingegaard                | Danemark                        | Jumbo-Visma                     | 18 pts                          |
| 9e                              | Wout van Aert                   | Belgique                        | Jumbo-Visma                     | 15 pts                          |
| 10e                             | Daniel Martínez                 | Colombie                        | Ineos Grenadiers                | 15 pts                          |
| modifier                        |                                 |                                 |                                 |                                 |

| Classement général du meilleur jeune | Classement général du meilleur jeune | Classement général du meilleur jeune | Classement général du meilleur jeune | Classement général du meilleur jeune |
|                                      | Coureur                              | Pays                                 | Équipe                               | Temps                                |
| ------------------------------------ | ------------------------------------ | ------------------------------------ | ------------------------------------ | ------------------------------------ |
| 1er                                  | Tadej Pogačar                        | Slovénie                             | UAE Team Emirates                    | en 34 h 10 min 3 s                   |
| 2e                                   | Carlos Rodríguez                     | Espagne                              | Ineos Grenadiers                     | + 3 min 5 s                          |
| 3e                                   | Tom Pidcock                          | Royaume-Uni                          | Ineos Grenadiers                     | + 4 min 18 s                         |
| 4e                                   | Felix Gall                           | Autriche                             | AG2R Citroën Team                    | + 7 min 54 s                         |
| 5e                                   | Mattias Skjelmose Jensen             | Danemark                             | Lidl-Trek                            | + 8 min 22 s                         |
| 6e                                   | Tobias Halland Johannessen           | Norvège                              | Uno-X Pro Cycling Team               | + 30 min 18 s                        |
| 7e                                   | Clément Champoussin                  | France                               | Arkéa-Samsic                         | + 41 min 59 s                        |
| 8e                                   | Matîs Louvel                         | France                               | Arkéa-Samsic                         | + 44 min 45 s                        |
| 9e                                   | Mathieu Burgaudeau                   | France                               | TotalEnergies                        | + 46 min 2 s                         |
| 10e                                  | Matthew Dinham                       | Australie                            | Team DSM-Firmenich                   | + 47 min 37 s                        |
| modifier                             |                                      |                                      |                                      |                                      |

| Classement par équipes | Classement par équipes | Classement par équipes | Classement par équipes |
|                        | Équipe                 | Pays                   | Temps                  |
| ---------------------- | ---------------------- | ---------------------- | ---------------------- |
| 1re                    | Jumbo-Visma            | Pays-Bas               | en 102 h 40 min 3 s    |
| 2e                     | Ineos Grenadiers       | Royaume-Uni            | + 2 min 47 s           |
| 3e                     | Bahrain Victorious     | Bahreïn                | + 10 min 42 s          |
| 4e                     | UAE Team Emirates      | Émirats arabes unis    | + 11 min 38 s          |
| 5e                     | Groupama-FDJ           | France                 | + 15 min 26 s          |
| 6e                     | AG2R Citroën Team      | France                 | + 18 min 52 s          |
| 7e                     | Bora-Hansgrohe         | Allemagne              | + 26 min 8 s           |
| 8e                     | Lidl-Trek              | États-Unis             | + 36 min 7 s           |
| 9e                     | Movistar Team          | Espagne                | + 49 min 33 s          |
| 10e                    | Team Jayco AlUla       | Australie              | + 1 h 6 min 22 s       |
| modifier               |                        |                        |                        |

## Abandons
Deux coureurs abandonnent lors de la 8e étape :
- Mark Cavendish (Astana Qazaqstan Team) : abandon ;
- Steff Cras (TotalEnergies) : abandon.